# Hate - Malice - Revenge
Albums de All Shall Perish
The Price Of Existence
(2006)
Hate - Malice - Revenge est le premier album studio du groupe de Deathcore américain All Shall Perish. L'album est d'abord sorti en 2003 uniquement au Japon sous le label Amputed Vein. Il est ensuite ressorti deux ans plus tard environ, le 14 février 2005, sous le label Nuclear Blast Records.

## Musiciens
- Craig Betit − chant
- Caysen Russo − guitare, chant
- Ben Orum − guitare
- Mike Tiner − basse
- Matt Kuykendall − batterie

## Pistes de l'album
1. Deconstruction − 2:52
2. Laid to Rest − 4:41
3. Our Own Grave − 4:09
4. The Spreading Disease − 4:32
5. Sever the Memory − 5:12
6. For Far Too Long... − 4:03
7. Never Ending War − 6:25
8. Herding the Brainwashed − 4:14